# Hermelinghen
Hermelinghen (Nederlands: Hermelingen; minder gebruikelijk) is een gemeente in het Franse departement Pas-de-Calais (regio Hauts-de-France) en telt 289 inwoners (1999). De plaats maakt deel uit van het arrondissement Calais.

## Naam
De plaatsnaam heeft een Oudnederlandse herkomst. De oudste vermelding is uit het jaar 1138 als Hermelingehem. Het betreft een samenstelling, waarbij het eerste element een afleiding is van een persoonsnaam + het afstammingsuffix -ing +  -heem (woonplaats, woongebied, dorp, buurtschap). De betekenis van de plaatsnaam is dan: 'woning, woonplaats van de lieden van X'. De huidige Franstalige plaatsnaam is hiervan een fonetische nabootsing.
De spelling van de naam van het dorp heeft door de eeuwen heen gevarieerd. Chronologisch heette het achtereenvolgens: Hermelingehem (1138), Herminigehem (1157), Hermelingacem (1182), Ermelengem (1190), Hermelighem (1192), Hermenghem (1198), Ermelinghen (1206), Ermelinghem (XII en XIII eeuw), Emelingehem (1210), Hermelinguan en Hermelinguehan (1583), Hermelinghemium (XVII eeuw), Hermelinghen (1707). Hierna kreeg en behield het zijn huidige naam en spellingswijze.

## Geografie
De oppervlakte van Hermelinghen bedraagt 6,4 km², de bevolkingsdichtheid is 45,2 inwoners per km².
De onderstaande kaart toont de ligging van Hermelinghen met de belangrijkste infrastructuur en aangrenzende gemeenten.

## Demografie
Onderstaande figuur toont het verloop van het inwonertal (bron: INSEE-tellingen).